# Kirnitzschtal

Ligging van de gemeente Kirnitzschtal in de Landkreis Sächsische Schweiz-Osterzgebirge (stand: 30 september 2012)

Kirnitzschtal was een gemeente in de Duitse deelstaat Saksen. Ze werd op 1 oktober 2012 in de stad Sebnitz opgenomen, waarmee het daarvoor reeds in de Verwaltungsgemeinschaft Sebnitz samenwerkte.

## Geografie
De vijf ortsteilen van de gemeente Kirnitzschtal waren van west naar oost Altendorf, Mittelndorf, Lichtenhain, Ottendorf en Saupsdorf. Alle ortsteilen lagen op de hoogvlakte ten noorden van naamgevende beek Kirnitzsch in het Kirnitzschtal op ongeveer 365 meter boven Normalnull. De 44,2 km² grote gemeente lag tussen Bad Schandau aan de Elbe en de Tsjechische grens in het oosten.